# Mantidactylus guttulatus
A Mantidactylus guttulatus  a kétéltűek (Amphibia) osztályába és  a békák (Anura) rendjébe, az aranybékafélék (Mantellidae) családjába tartozó faj. 

## Előfordulása
Madagaszkár endemikus faja. A sziget északi és keleti részén 200–1000 m-es tengerszint feletti magasságban honos. A Nosy Be szigeten megfigyelt, ehhez a fajhoz tartozónak vélt példányok valószínűleg a Mantidactylus ulcerosus fajhoz tartoznak. 

## Megjelenése

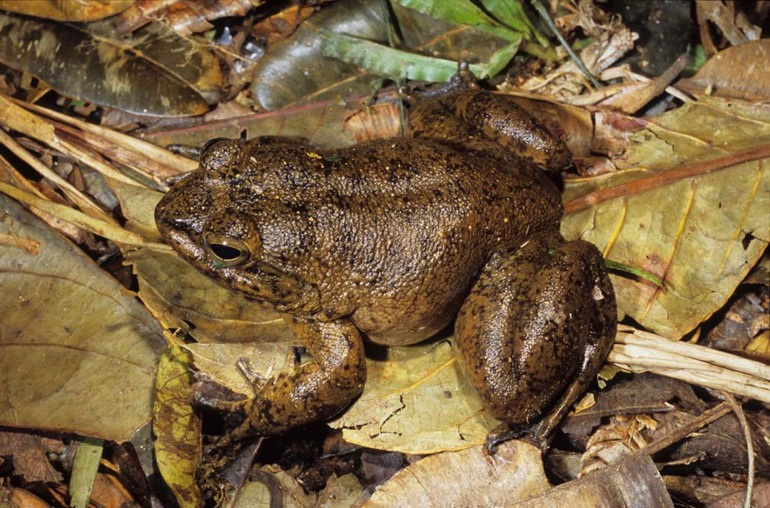

Nagy méretű Mantidactylus faj. A kifejlett példányok mérete 100–128 mm. Mellső lába úszóhártya nélküli, a hátsón teljesen kifejlett úszóhártyák vannak. Ujjkorongjai kissé megnövekedettek. Háti bőre nagyon szemcsés, színe barna, általában sötétebb vagy világosabb foltokkal és mintázattal. Hasi oldala fehéres színű. A hímeknek jól feltűnő, a nőstényeknek kisebb de jól látható combmirigyeik vannak. A hímek egyszeres hanghólyagja kis mértékben nyújtható.
Hasonló fajok: az alnem két másik faja mellett összetéveszthető még a Boehmantis microtympanum fajjal, melynek bőre sima és nagy ujjkorongjai vannak. A fiatal egyedek összetéveszthetők a Brygoomantis alnem fajaival.
Kis és közepes vízfolyások mentén fordul elő az esőerdőkben, általában a mély és lassú folyású szakaszokon. A hímek nem kórusban énekelnek, és saját területe foglalnak el. Nappal, vagy ha megzavarják őket, a vízparti mély üregekbe húzódnak vissza.

## Természetvédelmi helyzete
A vörös lista a nem fenyegetett fajok között tartja nyilván. Számos  védett területen előfordul.